# Fuori menù
Fuori menù (Fuera de carta) è un film spagnolo del 2008, diretto da Nacho G. Velilla ed interpretato da Javier Cámara e Lola Dueñas.
Il film è stato distribuito nelle sale italiane il 24 aprile 2009.

## Trama
Maxi è un cuoco, proprietario del Xantarella, un ristorante nel quartiere gay di Madrid. Nonostante le difficoltà economiche porta avanti la sua attività con entusiasmo con il sogno di ottenere una stella dalla Guida Michelin. Maxi vive tranquillamente la propria omosessualità alla luce del sole, ma vede sconvolta la propria tranquillità dall'arrivo dei due figli, che non vede da sette anni, avuti da un precedente matrimonio di facciata. Alla prese con le nuove responsabilità genitoriali, Maxi vede complicarsi di più la vita grazie al nuovo vicino di casa, l'affascinante calciatore argentino Horacio, dando vita ad un turbolento triangolo amoroso tra Maxi, Horacio e la maitre Alex.

## Produzione
Esordio alla regia cinematografica di Nacho G. Velilla, sceneggiatore, produttore e regista televisivo, che per la televisione spagnola ha realizzato le serie 7 vidas e Médico de familia, versioni spagnole di 7 vite e Un medico in famiglia. Per la stesura della sceneggiatura, Velilla si è ispirato in parte a fatti realmente accaduti.

## Riconoscimenti
- Fotogramas de Plata
  - Miglior attore a Javier Cámara
- Festival di Malaga
  - Miglior film
  - Miglior attore